# Mohamed Abakkar
Mohamed Abakkar (arabisch محمد البكار; * 1953) ist ein ehemaliger sudanischer Boxer.
Er trat bei den Olympischen Sommerspielen 1972 in München an. Im Fliegengewichtsturnier unterlag er im ersten Kampf gegen Neil McLaughlin aus Irland und kam damit auf Rang 32.